# Chengdu Greenland Tower
Der Chengdu Greenland Tower ist ein im Bau befindlicher superhoher Wolkenkratzer in Chengdu (Sichuan) in der Volksrepublik China. Es wird eine Höhe von 468 Metern mit 101 Stockwerken haben. Die Bauarbeiten begannen 2014 und werden voraussichtlich 2023 enden. Nach der Fertigstellung wird es das höchste Gebäude in Chengdu und im Südwesten Chinas sein.

## Beschreibung
Die Form des Gebäudes ist von einem Eisberg inspiriert. Der Turm wird einen zentralen Bestandteil eines größeren Komplexes bilden, des Chengdu Greenland Centre, das aus einer Shopping Mall mit einem Konferenzzentrum, einer Brücke zum Hauptturm, einer Ausstellungshalle bestehen, zwei kleineren Wohnungstürmen von 173 und 166 Metern; und dem Hauptturm mit einer Reihe von Büroeinrichtungen und einem Luxushotel bestehen wird.
Büroflächen mit einer Gesamtfläche von 120.000 Quadratmetern befinden sich im unteren Teil des Turms, wo die Etagen am größten sind, in der Mitte befindet sich ein Luxushotel mit 51.000 Quadratmetern.